# Баранов, Сергей Васильевич
Серге́й Васи́льевич Бара́нов (1897—1942) — советский военачальник, генерал-майор технических войск (1940), участник Гражданской и Великой Отечественной войн. Попал в немецкий плен, умер в лагере.

## Биография
Сергей Баранов родился 2 апреля 1897 года в деревне Систово Ямбургского уезда (ныне — в Кингисеппском районе Ленинградская область) в рабочей семье. Окончил шестиклассное ремесленное училище в Санкт-Петербурге. С 27.1.1916 служил в 1-м пехотном запасном полку; 6.7.1917 окончил 2-ю Иркутскую школу подготовки прапорщиков пехоты, направлен в Казанский военный округ.
23 июля 1918 года Баранов добровольно вступил в РККА. Первоначально работал в военном комиссариате. С 1919 по 1921 годы Баранов находился на фронтах Гражданской войны в должности сначала командира взвода, а затем начальника связи батареи.
В 1923 году Баранов окончил пехотную командную школу. До 1930 года он командовал различными транспортными подразделениями, потом окончил командные курсы усовершенствования. В течение двух лет командовал стрелковым батальоном, затем в 1933 году окончил школу танковых техников и до 1939 года командовал в ней батальоном курсантов. 4 апреля 1938 года Баранову было присвоено звание полковника, 11 сентября 1939 года — комбрига. В 1939—1940 годах Баранов занимал должность командира 48-й автотранспортной бригады. В советско-финляндской войне — начальник автодорожной службы Северо-Западного фронта. В 1940 году он стал помощником генерал-инспектора автобронетанкового управления Красной Армии. 4 июня 1940 года ему было присвоено звание генерал-майора технических войск. 11 марта 1941 года Баранов был назначен командиром 212-й моторизованной дивизии 15-го механизированного корпуса Юго-Западного особого военного округа.
Уже с 22 июня 1941 года дивизия Баранова активно участвовала в боевых действиях против немецких войск на Юго-Западном фронте. Под натиском крупных танковых сил вермахта ей пришлось отступать. При попытке прорыва дивизия понесла большие потери, а её командир генерал-майор Сергей Баранов был ранен и захвачен в плен. Первоначально он находился на излечении в немецком госпитале в Гродно, а после выздоровления был отправлен в лагерь для военнопленных в польском городе Замосць. В феврале 1942 года Баранов заболел тифом и вскоре умер.